# Creca

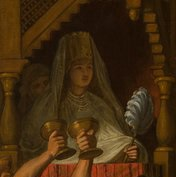
Pintura de 1870 representando Creca

Creca (Kreka) era a esposa de Átila, o Huno. Embora Átila tivesse um harém de mulheres, Creca era a sua preferida, e exerceu considerável influência nos assuntos do Estado. Ela teve três filhos, dos quais o mais velho governou Acatiri e as outras nações que habitam na Cítia Pôntica.